# حبق كبير الأزهار
حبق كبير الأزهار (الاسم العلمي:Ocimum grandiflorum) هو نوع من النباتات يتبع جنس الحبق من الفصيلة الشفوية.